# National Review
National Review är en amerikansk konservativ tidskrift som grundades av William F. Buckley, Jr. år 1955 och som idag beskriver sig som USA:s "mest lästa och inflytelserika" konservativa magasin.